# Calle del Granado
La calle del Granado es una vía pública de la ciudad española de Madrid, situada en el barrio de Palacio, distrito Centro.

## Descripción
La vía, que conecta la calle de la Redondilla con la plaza de la Morería, ya llevaba el título actual en el plano de Espinosa. Aparece descrita en Las calles de Madrid (1889) de Hilario Peñasco de la Puente y Carlos Cambronero con las siguientes palabras:

Granado. Comienza en la calle de la Redondilla y termina en la plaza de la Morería. En el plano de Texeira aún no estaba del todo formada la calle; en el de Espinosa aparece, sobre poco más ó menos, como ahora, con el nombre actual. Se conservan antecedentes de construcciones particulares desde 1742. Tradición.—Viene el nombre de esta calle de un corpulento granado que existía en ella, como resto de los jardines que había en lo antiguo en este sitio.
(Peñasco de la Puente y Cambronero, 1889, p. 248)